# Jean Robin (Fußballspieler)
Jean Robin (* 25. Juli 1921 in Marseille, Frankreich; † 8. Oktober 2004 ebenda) war ein französischer Fußballspieler und -trainer, der ausschließlich bei seinem Heimatverein Olympique Marseille unter Vertrag stand.

## Biografie
Weil bereits sein Vater Pierre Robin (Vereinspräsident 1945/46) ein leidenschaftlicher Olympien war, unterschrieb dieser für Jean einen Mitgliedsantrag am Tag seiner Geburt.
Der talentierte Stürmer Jean Robin wurde gleich zu Beginn seiner Karriere (Saison 1938/39) zum besten Nachwuchsspieler des Jahres 1939 gekürt und gewann mit Olympique 1943 den französischen Pokal und fünf Jahre später die Meisterschaft.
Nach dem Ende seiner aktiven Laufbahn zum Saisonende 1952/53 war er dreimal als Cheftrainer von Olympique tätig. Seine erste und längste Tätigkeit zwischen Februar 1956 und Februar 1958 umfasste einen Zeitraum von zwei Jahren und läutete zunächst einen Aufschwung ein: Nachdem Olympique die vorherigen Spielzeiten auf dem 14. Platz (1953/54) und 10. Platz (1954/55) abgeschlossen hatte, landete die Mannschaft unter seiner Regie am Ende der Spielzeiten 1955/56 und 1956/57 jeweils auf dem sechsten Rang. Doch der eher kumpelhafte Jean Robin besaß nicht die notwendige Autorität, um sich als Chef seiner Spieler durchzusetzen. Die Mannschaft fiel bald in ihre alte Lethargie zurück und Robin wurde im Februar 1958 entlassen. Am Ende der folgenden Saison 1958/59 stieg OM zum ersten Mal in der Vereinsgeschichte in die zweite Liga ab. Erst 1962 gelang der Wiederaufstieg, der am Saisonende 1962/63 prompt in den nächsten Abstieg führte. Für die Zweitliga-Saison 1963/64 wurde Robin erneut als Trainer verpflichtet, verpasste mit dem fünften Rang am Saisonende aber den erhofften Wiederaufstieg und wurde erneut entlassen. Den Aufstieg schaffte OM erst 1966 unter Robins Nachfolger Mario Zatelli, nachdem die Zweitliga-Saison 1964/65 mit einem enttäuschenden 14. Platz beendet wurde. Ein drittes und letztes Mail trainierte er den Verein zwischen Februar und September 1980 in einer Zeit, als Olympique zum dritten Mal in seiner Vereinsgeschichte den Weg in die zweite Liga antreten musste.